# Сибил (фильм)
«Си́бил» (англ. Sybil) — драматический телевизионный фильм 1976 года с Салли Филд в главной роли. Лента основана на книге Флоры Реты Шрайбер. Фильм получил множество наград и номинаций, включая четыре премии «Эмми».
Джоан Вудворд, исполнительница роли врача Сибил, ранее уже снималась в фильме на тему расщепления личности («Три лица Евы»), где она сыграла женщину, страдающую этим заболеванием.

## Сюжет
Трагическая история страдающей от расстройства множественной личности молодой женщины Сибил, которая показывает последствия нечеловеческих издевательств со стороны её матери.

## В ролях
- Джоан Вудворд — Доктор Корнелия Уилбур
- Салли Филд — Сибил
- Брэд Дэвис — Ричард
- Мартин Бартлетт — Хэтти
- Джейн Хоффман — Фрида Дорсетт
- Чарльз Лейн — доктор Куинонесс
- Уильям Принс — Уиллард Дорсетт
- Джессамина Милнер — бабушка Дорсетт
- Пенелопа Аллен — мисс Пенни

## Награды и номинации
- 1977 — 4 Прайм-таймовые премии «Эмми»: лучший телефильм, лучший адаптированный сценарий телефильма (Стюарт Стерн), лучшая женская роль в телефильме (Салли Филд), лучшая музыка к драматическому телефильму (Леонард Розенман, Алан Бергман). Кроме того, лента получила две номинации за лучшую женскую роль в телефильме (Джоан Вудворд) и за лучшую операторскую работу для телефильма (Марио Този).
- 1977 — номинация на премию «Золотой глобус» за лучший телефильм.